# Cocomelon
Cocomelon — американский детский развивающий канал на видеохостинге YouTube. Ранее был известен как ThatsMEonTV (2006—2013) и ABCkidTV (2013—2018). Самый популярный детский канал на YouTube, по состоянию на май 2025 года насчитывает 193 миллионов подписчиков. Создан в 2006 году.

## Контент
Видео Cocomelon включают анимированных детей, взрослых и животных, которые живут в одном мире и взаимодействуют друг с другом в повседневной жизни. Тексты каждого видео снабжены субтитрами. В 2020 году Treasure Studio добавила контент Cocomelon в Netflix. Компания также выпускает музыку на стриминговых сервисах.

## История

### Видео

#### ThatsMEonTV
2 сентября 2006 года в образовательных целях на YouTube был создан канал Cocomelon. Тогда называвшийся как ThatsMEonTV, в первый же день на YouTube были загружены две версии алфавитной песни. Через 9 месяцев было загружено третье видео под названием «Learning ABC Alphabet – Letter "K" — Kangaroo Game». В большинстве видеороликов на канале преподается алфавит, их продолжительность обычно составляет от одной до двух минут.

#### ABCkidTV
В 2013 году эра ABCkidTV представила новое вступление и логотип. На логотипе был изображен телевизор с божьей коровкой в верхнем левом углу. Канал начал ремастеринг старых видеороликов, после чего последовал переход от алфавитных видеороликов к детским стишкам и более длительным видеороликам. Через несколько лет на канале появилась трехмерная анимация, и их первый трехмерный персонаж был использован в Twinkle Twinkle Little Star 8 апреля 2016 года. В видео была показана трехмерная летающая звезда, ведущая двухмерных персонажей по небу. К концу 2016 года загрузка видео 3D-анимации стала более частой и продолжительной, а в некоторых видео использовалась технология захвата движения. Анимация и производство музыки продолжали модернизироваться, и сформировался постоянный состав персонажей, в том числе J. J., TomTom, YoYo и многие другие.

#### Сегодняшний день
Летом 2018 года компания снова переименовалась в Cocomelon, представив новое вступление и завершение для всех своих видеороликов. Они также добавили современный логотип арбуза, стилизованный под традиционный бокс-телевизор, сохранив божью коровку как часть открывающей и закрывающей последовательностей.
В конце 2020 года Cocomelon добавила контент на испанском и португальском языках. В начале 2021 года они также добавили китайский, немецкий, арабский и русский языки.

## Владельцы
На веб-сайте Cocomelon написано, что у них 20 сотрудников. Когда The Wall Street Journal попытался выяснить, кто создает видео Cocomelon, они не смогли связаться с Treasure Studio, которой принадлежит канал. Журнал Wired обнаружил пару в Ирвайне, которая, похоже, имела некоторые связи с Treasure Studio, однако не удалось установить, что они являются владельцами канала. В феврале 2020 года Bloomberg Businessweek определили пару из округа Ориндж, штат Калифорния, как владельцев Treasure Studio и Cocomelon. 3 июля 2020 года Moonbug Entertainment приобрела канал Cocomelon.